# Zdislav ze Zvířetic
Zdislav ze Zvířetic také uváděn jako Zdeslav (14. století? – 15. století?) byl rektor Univerzity Karlovy a 28. probošt litoměřické kapituly sv. Štěpána roku 1421.

## Historické panorama
Ve 14. století až do období husitství bylo litoměřické proboštství a s ním související kapitula kvetoucí církevní institucí velmi prosperující institucí. Kolem nově vybudovaného kostela a proboštského sídla se řadily hospodářské i obytné budovy ostatních příslušníků instituce patrně i kapitulní škola s knihovnou. Probošt sám pak ochraňoval cenná privilegia, zaručující hmotnou základnu proboštství a tím nerušenou vlastní jeho náboženskou funkci. Husitské války poškodily tento církevní útvar stejně jako řadu jiných podobných institucí. Události v Litoměřicích se však vyvíjely jinak než v ostatních městech. Bouři proti církvi, částečně jistě zaviněné jí samou, přitahoval nejen ostroh, na němž stálo proboštství, nýbrž celé město se svými jedenácti svatyněmi, které dávaly tušit, že kněžství zde bylo zastoupeno početněji než v jiných městech českého království. Charakteristickou dominantou siluety města byla robustní věž při farním kostele, kterou jí vtiskla Karlova doba.
Do problematiky náboženské zde zasahovaly také otázky sociální, což pro Litoměřice významně naznačuje listina Václava IV. z roku 1398, která zakazuje měšťanům nižší pracující vrstvy dráždící přepych, okázale rozvíjený při svatbách a křtinách. K tomu Litoměřice řešily typické otázky národnostního charakteru.

## Osobnost Zdislava ze Zvířetic
Probošt Zdislav ze Zvířetic byl ve své proboštské funkci patrně pouhý rok, přesto býval v Litoměřicích často nepřítomný. Pro nedostatek dalších pramenů se o činnosti Zdislava v Litoměřicích více nedochovalo. Zdislav pocházel z významného panského rodu, který byl větví rodu Markvarticů. Se svými šesti bratry přijal roku 1400 v Praze nižší svěcení, ale na kněze zřejmě nikdy vysvěcen nebyl. Studoval na právnické fakultě, ale brzy přestoupil na fakultu filozofickou. Roku 1405 ho Jan Hus promoval na bakaláře. Roku 1410 získal titul mistra svobodných umění. Zdislav byl asi ze 40 studentů jediným z panského stavu, kteří pod vedením Jana Husa absolvovali filozofickou fakultu. V době studií na filozofii bydlel u Jana Husa v ústavu při Betlémské kapli, tzv. Nazaretské koleji. Hodnosti univerzitního mistra dosáhl roku 1410, kdy byl rektorem univerzity právě Jan Hus, jenž měl také promoční řeč, která se bohužel nedochovala.
Zdislav patřil mezi nejoddanější ctitele Jana Husa, s nímž sdílel jeho názory na učení Jana Viklefa. Když pražský arcibiskup Zbyněk Zajíc z Házmburku (1403–1411) ohlásil roku 1410 spálení 18 Viklefových spisů, připojil se 25. června 1410 k veřejnému protestu s dalšími členy univerzity. Sám Jan Hus podal odvolání k papežskému stolci. Zdislav se u disputací na univerzitě přiklonil na stranu Jana Husa. Se svými bratry zpečetil také stížný list proti upálení Jana Husa zaslaný do Kostnice. Roku 1417 byl zvolen rektorem univerzity a i nadále obhajoval Husový názory, až byl nakonec 22. března 1418 vyzván, aby se jako jeden z deseti předních husitských mistrů dostavil před soud kostnického koncilu.

## Zdislavovo ustanovení do funkce
V období po smrti krále Václava IV. měla vdova královna Žofie, známá svými sympatiemi k Husovi, jmenovat nového litoměřického probošta, kterým jmenovala Zdislava ze Zvířetic. Oficiální jmenování proběhlo někdy v poslední čtvrtině roku 1419. Zdislav se funkce litoměřického probošta neujal ihned po svém jmenování, protože byl zřejmě stále vázán k Praze a univerzitě. V této době, o Vánocích roku 1419, došlo v Litoměřicích k zatčení Husových přívrženců, kteří byli 30. května 1420 popraveni utopením v Labi.

## Tragické utopení měšťanů litoměřických
S husitsky smýšlejícím proboštem Zdislavem sympatizovalo asi šestnáct mladých měšťanských synů (někteří udávají 17–24 osob), kteří byli v přítomnosti císaře Zikmunda odsouzeni k smrti utopením. Za rozsudek a trest přirozeně zodpovídala městská rada, v jejímž čele stál Petr Pichel. Rozsudek byl vykonán, jak bylo stanoveno, 30. května 1420. Na dvou vozech byli odsouzení přivezeni k Labi, tam svázání, hozeni na velký prám a svrženi uprostřed Labe do řeky. Někteří se pokusili o záchranu a dosáhnutí břehu. Tam však stáli někteří měšťané, kteří vidlicemi a kyji jim zabránili z řeky vystoupit.
Tragika pobuřujícího rozsudku byla zvětšena dobrovolnou smrtí purkmistrovy dcery Zuzany Pichlovy, která se vrhla do Labe za odsouzeným snoubencem. Husité popravené utopením uctívali jako mučedníky, což bylo považováno za provokativní chování.

## Husitská revoluce v Litoměřicích
Zdislav do své funkce v Litoměřicích nastoupil zcela jistě až po utopení Husových přívrženců. V Litoměřicích moc nepobýval, často odjížděl, zvláště když mu jako husitovi hrozilo nebezpečí. Město Litoměřice mu nebylo z těchto důvodů nakloněno. Z Litoměřic odjel i v období od října do Vánoc roku 1420, kdy zde pobýval král Zikmund Lucemburský.
Podle literatury, necitující prameny, prý probošt Zdislav začal v Litoměřicích veřejně z kazatelny prohlašovat utopené husity za mučedníky a poskytoval prý i litoměřickým husitům v opevněném proboštství útulek a ochranu. Na svou stranu získal i tehdejšího děkana kapituly Jana ze Slivna (1414–1443) a další příznivce. Litoměřičtí si dokonce stěžovali na Zdislavovy husitské rejdy přímo králi Zikmundovi, když byl ve Slaném. Napjaté vztahy vyvrcholily v únoru, kdy litoměřičtí (tehdy ještě většinou katolické měšťanstvo) přepadli opevněné proboštství, dobyli ho a pobořili. Proboštův dům pak srovnali se zemí. Probošt Zdislav byl před utočníky včas varován, snad někým z okruhu královny Žofie, která tehdy byla také v Litoměřicích a stačil uprchnout do Prahy, kde si prý písemně stěžoval na toto hrubé porušení platného práva u krále Zikmunda. V Praze se oženil s Klárou, vdovou po pražském měšťanu Štěpánovi z Kladska. Podle dostupných zdrojů již nijak veřejně nevystupoval. Podle Augusta Sedláčka měl syna Václava. Zdislav zemřel roku 1427 snad v Praze a podle F. M. Bartoše dokonce až roku 1433 v exilu v Sasku.
Po obléhání města husity přešli Litoměřičtí k Pražanům a zřekli se císaře Zikmunda. V poslední fázi lipanské tragédie skončili litoměřičtí na nejradikálnějším křídle husitském.